# Åsens by

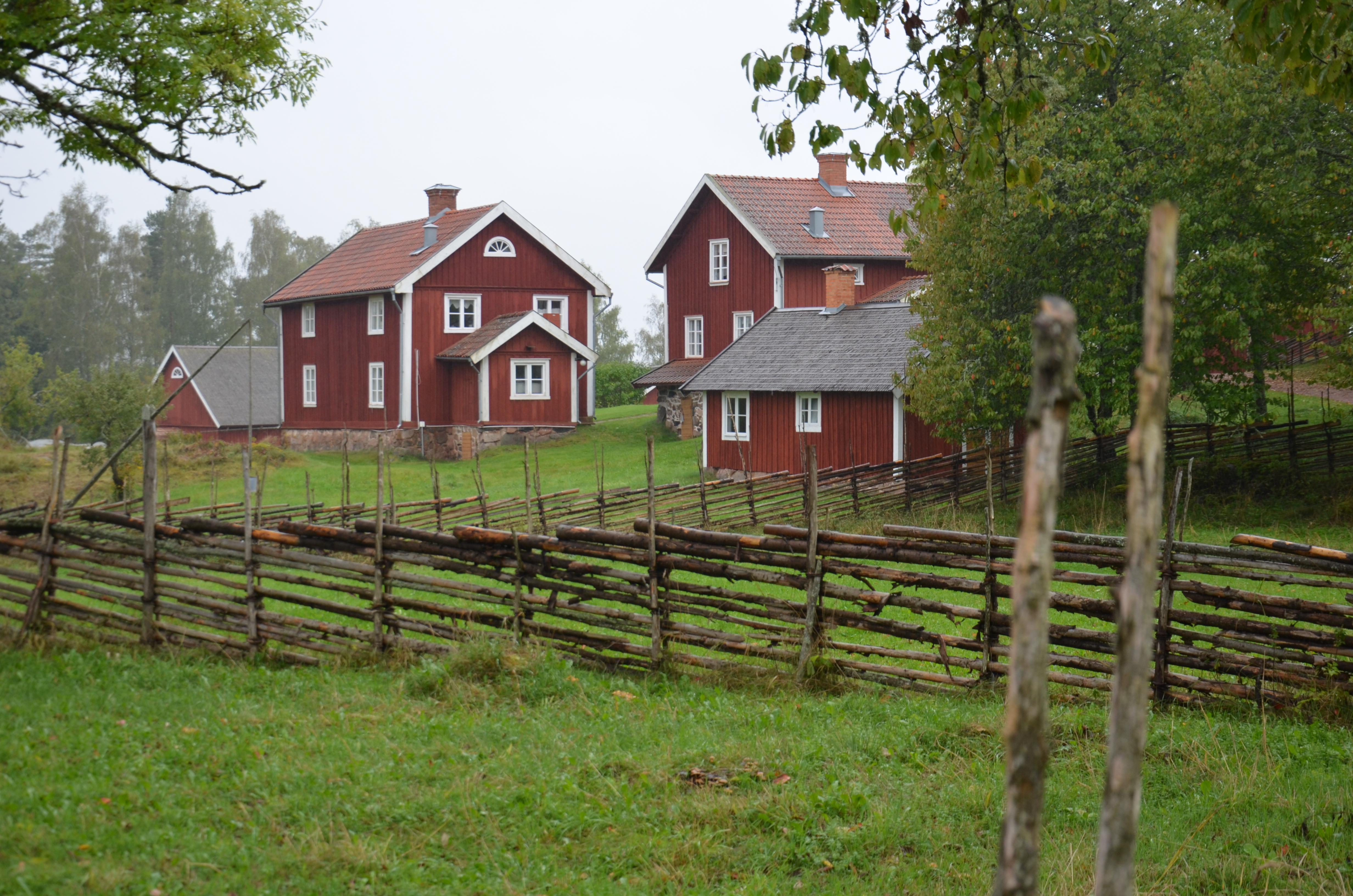
Sörgården

Åsens by är ett svenskt kulturreservat nära Haurida i Aneby kommun i Jönköpings län.
Åsens bys naturreservat bildades 1997 och ett kulturreservat 2000, vilket omfattar bebyggelsen i Åsens by och byns inägomark på omkring 35 hektar. Aneby kommun hade dessförinnan köpt de tre fastigheterna i byn från Svenska kyrkan.
Första skriftliga belägg av Åsen är från 1455. Åsen var troligen en gård i början av 1500-talet, men Åsens by uppges i jordeböcker från 1542 ha två frälsehemman. Hauridas sockenkarta från 1683 redovisar Norrgården med 1/2 mantal och Södergården med ett mantal samt en knektstuga.
Inget laga skifte gjordes i Åsens by, när det i övrigt gjordes i Haurida socken 1865. 
Idag är ett bostadshus (Teklas hus), en ladugård, ett brygghus och ett utedass bevarat i skick från tidigt 1900-tal. Teklas hus, som fått sitt namn av byns sista invånare, är iordningställt i det skick Tekla lämnade det 1989 utan el och vatten och med tidstypisk inredning för sekelskiftet 1900. 
Övriga byggnader används bland annat för vandrarhem, stuguthyrning, konferenser, utställningar och olika aktiviteter. I Södergårdens ladugård finns ett gårdsmuseum och en lekladugård och i veboa ytterligare en lekplats för barn, samtliga öppna året om och fria att besöka (ingen entréavgift). Under sommarhalvåret och under särskilda aktivitetsdagar hålls servering och handelsbod med kuriosa och lokala hantverk öppna.
Reservatet är alltid öppet, fri entré, och här finns också vandringsleder med grillplatser och vindskydd. 
Åsens by förvaltas av Stiftelsen kulturreservatet Åsens by, med ekonomiskt stöd från Riksantikvarieämbetet, Länsstyrelsen i Jönköpings län och Aneby kommun. De husdjur som hålls är av gamla lantraser: rödkulla, gutefår, dalapälsfår, ölandshöns, gotlandskanin, linderödsgris och ardennerhästar.